# Бланзи
Бланзи (фр. Blanzy) насеље је и општина у источном делу централне Француске у региону Бургоња, у департману Саона и Лоара која припада префектури Отен.
По подацима из 2011. године у општини је живело 6.557 становника, а густина насељености је износила 164,13 становника/km². Општина се простире на површини од 39,95 km². Налази се на средњој надморској висини од 288 метара (максималној 399 m, а минималној 277 m).

## Демографија
| 1962. | 1968. | 1975. | 1982. | 1990. | 1999. | 2011. |
| ----- | ----- | ----- | ----- | ----- | ----- | ----- |
| 4.385 | 4.470 | 4.975 | 6.739 | 7.642 | 7.070 | 6.557 |

График промене броја становника у току последњих година